# Pilnîi Oleksîneț, Horodok
Pilnîi Oleksîneț (în ucraineană Пільний Олексинець) este o comună în raionul Horodok, regiunea Hmelnîțkîi, Ucraina, formată numai din satul de reședință.

## Demografie
Componența lingvistică a comunei Pilnîi Oleksîneț
     Ucraineană (99,12%)
     Alte limbi (0,88%)
Conform recensământului din 2001, majoritatea populației comunei Pilnîi Oleksîneț era vorbitoare de ucraineană (99,12%), existând în minoritate și vorbitori de alte limbi.